# Plaza del Cabildo (Sevilla)
La plaza del Cabildo se encuentra ubicada en el barrio del Arenal, en el distrito Casco Antiguo de la ciudad española de Sevilla. Construida en el solar sobre el que se edificaba el Colegio de San Miguel, derribado a mediados del siglo XX, y que pertenecía al Cabildo de la Catedral. Se ubica junto a la catedral de la ciudad y se accede a ella a través de tres pasajes que dan el primero a la avenida de la Constitución, otro la calle Almirantazgo y el último por la calle Arfe. 

## Descripción
Es obra del arquitecto Joaquín Barquín y Barón, y está dispuesta sobre una planta semicircular compuesta por una serie de arcadas, decoradas al fresco por el pintor sevillano José Palomar, que se apoyan en columnas de mármol. Sobre las arcadas hay edificadas hasta tres plantas. En el interior de la plaza semicircular se encuentra una fuente, diversos comercios y un paño de la muralla de Sevilla de unos 50 m. Se caracteriza por ser una plaza muy tranquila y silenciosa en contraste con su situación, con excepción de las mañanas de los domingos en los que en la plaza se celebra el mercadillo de numismática y filatelia donde poder adquirir sellos, billetes, monedas, medallas, minerales, insignias militares y otros productos destinados a coleccionistas.